# Урбанна (Вірджинія)
Урбанна (англ. Urbanna) — місто (англ. town) в США, в окрузі Міддлсекс штату Вірджинія. Населення — 492 особи (2020).

## Географія
Урбанна розташована за координатами 37°38′24″ пн. ш. 76°34′30″ зх. д. / 37.64000° пн. ш. 76.57500° зх. д. (37.639887, -76.575138).  За даними Бюро перепису населення США в 2010 році місто мало площу 1,32 км², з яких 1,10 км² — суходіл та 0,22 км² — водойми.

## Демографія
Згідно з переписом 2010 року, у місті мешкало 476 осіб у 238 домогосподарствах у складі 133 родин. Густота населення становила 361 особа/км².  Було 368 помешкань (279/км²).
Расовий склад населення:
| - 90,5 % — білих - 7,4 % — чорних або афроамериканців - 0,6 % — азіатів |

До двох чи більше рас належало 1,5 %. Частка іспаномовних становила 0,0 % від усіх жителів.
За віковим діапазоном населення розподілялося таким чином: 16,0 % — особи молодші 18 років, 55,2 % — особи у віці 18—64 років, 28,8 % — особи у віці 65 років та старші. Медіана віку мешканця становила 54,0 року. На 100 осіб жіночої статі у місті припадало 75,0 чоловіків;  на 100 жінок у віці від 18 років та старших — 73,2 чоловіків також старших 18 років.
Середній дохід на одне домашнє господарство  становив 61 385 доларів США (медіана — 37 386), а середній дохід на одну сім'ю — 90 937 доларів (медіана — 61 125). За межею бідності перебувало 14,9 % осіб, у тому числі 0,0 % дітей у віці до 18 років та 4,2 % осіб у віці 65 років та старших.
Цивільне працевлаштоване населення становило 231 осіб. Основні галузі зайнятості: освіта, охорона здоров'я та соціальна допомога — 23,8 %, роздрібна торгівля — 17,7 %, науковці, спеціалісти, менеджери — 9,5 %, виробництво — 8,7 %.